# Убийство в провинции
«Убийство в провинции» (англ. Murder in the Heartland) — драматический триллер режиссёра Роберта Марковица. Также встречается под названием «Убийство в Хартлэнде». Он был показан в виде телевизионного мини-сериала на канале ABC в 1993 году. Сокращённая версия вышла ограниченным тиражом на VHS.
Фильм получил положительные отзывы от критиков и несколько раз номинировался на премию Эмми. Брайан Деннехи был номинирован на Эмми в категории «лучшая мужская роль второго плана в мини-сериале или фильме». Рональд Виктор Гарсия был номинирован на Эмми в категории «лучшая операторская работа».

## Сюжет
Фильм рассказывает о серии убийств, совершённых в 1957-58 годах 19-летним Чарльзом Старквезером и его 14-летней подружкой Кэрил Фьюгейт по пути из Небраски до Вайоминга.

## В ролях
- Тим Рот — Чарльз Старквезер
- Файруза Болк — Кэрил Фьюгейт
- Кейт Рид — Пэнси Стрит
- Брайан Деннехи — Джон МакАртур

## Интересные факты
- Съёмки фильма проходили в Мак-Кинни и Далласе, штат Техас, а также их окрестностях.
- История Старквезера и Фьюгейт также легла в основу фильмов Садист (1963), Пустоши (1973), Прирождённые убийцы (1994) и Старквезер (2004).